# Санто-Домінго-де-лас-Посадас
Санто-Домінго-де-лас-Посадас (ісп. Santo Domingo de las Posadas) — муніципалітет в Іспанії, у складі автономної спільноти Кастилія-і-Леон, у провінції Авіла. Населення — 101 особа (2010).
Муніципалітет розташований на відстані близько 90 км на північний захід від Мадрида, 18 км на північ від Авіли.

## Демографія
Динаміка населення (INE ):

## Галерея зображень

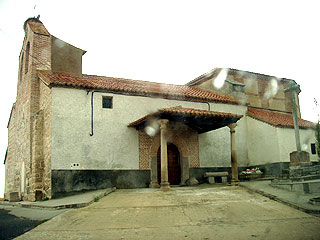
Церква Санто-Домінго-де-лас-Посадас